# Rethel grófjainak listája

Rethel grófjainak hagyományos címere

A rethel-i grófság a 10. században alakult ki Franciaország északi részén. Az első rethel-i grófok önállóan uralkodtak birtokaik felett, a francia királyok hűbéreseként. A második rethel-i grófi dinasztia férfiágának kihalásakor a Nevers grófjai szerezték meg Rethelt, majd ezután a flamand grófok birtokába került mindkettő. Margit házasságával a burgundi hercegek szerezték meg a grófságot. 1405-ben Rethel grófjait a francia főnemesség soraiba emelték, majd 1581-ben hercegi rangot kaptak.
A grófság aktív szerepet játszott a keresztes háborúkban, Gervais gróf bátyja volt II. Balduin jeruzsálemi király.

## Első dinasztia
- I. Manasses (?)
- II. Manasses (?–1032)
- III. Manasses (1032–1056)
- I. Hugó, rethel-i gróf (1065–1118)
- Gervais, Rethel grófja (1118–1124)
- Matilda, Rethel grófnője (1124–1151)

## Második dinasztia
- Odo, Rethel grófja (1124–1158), Matilda férje
- Ithier, Rethel grófja (1158–1171)
- III. Manasses, Rethel grófja (1171–1199)
- II. Hugó, Rethel grófja (1199–1227)
- III. Hugó, Rethel grófja (1227–1242)
- I. János, Rethel grófja (1242–1251)
- Walter, Rethel grófja (1251–1262)
- IV. Manasses, , Rethel grófja (1262–1272)
- IV. Hugó, Rethel grófja (1272–1285)
- Johanna, Rethel grófnője (1285–1328)

## Dampierre-ház
- I. Lajos (1285–1322) Johanna férje és Nevers grófja
- II. Lajos (1322–1346), Flandria, Rethel és Nevers grófja, felesége, Margit révén Artois grófja
- III. Lajos (1346–1384), Flandria, Rethel, Nevers és Artois grófja
- Margit (1384–1402), Flandria, Rethel, Nevers, Artois grófnője, burgundi hercegné

## Burgundi-ház
- Bátor Fülöp burgundi herceg (1384–1402) Margit férje
- Antal (1402–1407), később Brabant hercege

- II. Fülöp (1407–1415) Rethel és Nevers grófja
- I. Károly (1415–1464) Rethel és Nevers grófja

- II. János (1464–1491), Rethel, Nevers és Eu grófja)
- Sarolta, Rethel grófnője (1491–1500)

## Albret-ház
- III. János, Rethel grófja (1491–1500) és Orval ura, Sarolta férje)
- Mária, Rethel grófnője (1500–1549)

## Cleves-ház
- II. Károly, Rethel grófja (1500–1521) és Nevers grófja, Mária férje
- I. Ferenc, Rethel grófja  (1549–1561) és Nevers hercege
- II. Ferenc, Rethel grófja (1561–1562) és Nevers hercege
- I. János, Rethel grófja (1561–1564) és Nevers hercege
- Henrietta, Rethel grófnője (1564–1601) és Nevers hercegnője

## Gonzaga-család
- IV. Lajos, Rethel hercege (1566–1595), Henrietta férje, az első rethel-i herceg
- III. Károly (1595–1637), Nevers, Mantua, Montferrat és Mayenne hercege)
- IV. Károly (1637–1659), Nevers, Mantua és Montferrat hercege

## A Mazarin-ház
- Jules Mazarin bíboros (1659–1661), XIV. Lajos francia király bizalmasa és minisztere, IV. Károlytól megvette a rethel-i hercegséget
- Hortense Mancini (1661–1699), Mazarin bíboros unokahúga, Mazarin, Mayenne, Meilleraye hercegnője, II. Károly angol király szeretője
- Paul-Jules de la Porte (1699–1731)
- Paul de la Porte (1731–1738)
- Louise Jeanne de Durfort (1738–1781)

Louise Jeanne de Durfort végrendelete értelmében halála után a címet nem örökölte senki. Ennek ellenére leszármazottai, Monaco hercegei továbbra is igényt tartanak a Rethel hercege címre.

## Fordítás
- Ez a szócikk részben vagy egészben  a   Counts and Dukes of Rethel című angol Wikipédia-szócikk fordításán alapul.  Az eredeti cikk szerkesztőit annak laptörténete sorolja fel. Ez a jelzés csupán a megfogalmazás eredetét és a szerzői jogokat jelzi, nem szolgál a cikkben szereplő információk forrásmegjelöléseként.